# Trnovica (Jelenje)
Trnovica je naselje u Hrvatskoj u općini Jelenju. Nalazi se u Primorsko-goranskoj županiji.

## Zemljopis
Nalazi se na južnoj obali rijeke Rječine. Sjeverozapadno su Kukuljani, sjeverno preko rijeke Zoretići, istočno su Brnelići, jugoistočno su Milaši, Ratulje, Martinovo Selo, Lubarska, Jelenje i Baštijani. Zapadno preko rijeke su Marčelji, jugozapadno su Ronjgi i Saršoni.

## Stanovništvo
| broj stanovnika |       |       | 54    | 97    | 116   | 134   |       |       | 102   | 86    | 96    | 73    | 76    | 58    | 61    | 47    | 49    |
|                 | 1857. | 1869. | 1880. | 1890. | 1900. | 1910. | 1921. | 1931. | 1948. | 1953. | 1961. | 1971. | 1981. | 1991. | 2001. | 2011. | 2021. |